# Rhabdomastix (Lurdia) falcata
Rhabdomastix (Lurdia) falcata is een tweevleugelige uit de familie steltmuggen (Limoniidae). De soort komt voor in het Palearctisch gebied.